# NGC 2295
NGC 2295 ist eine Spiralgalaxie vom Hubble-Typ Sab im Sternbild Großer Hund am Südsternhimmel. Sie ist schätzungsweise 64 Millionen Lichtjahre von der Milchstraße entfernt.
Das Objekt wurde am 2. Februar 1835 von John Herschel entdeckt.